# Qin Dongya
Qin Dongya (en chino: 秦东亚; Liaoyang, 3 de octubre de 1979) es una deportista china que compitió en judo.
Participó en dos Juegos Olímpicos de Verano en los años 2000 y 2004, obteniendo una medalla de bronce en la edición de Atenas 2004 en la categoría de –70 kg. En los Juegos Asiáticos consiguió dos medallas en los años 2002 y 2006.
Ganó una medalla en el Campeonato Asiático de Judo de 1999.

## Palmarés internacional
| Juegos Olímpicos    | Juegos Olímpicos      | Juegos Olímpicos  | Juegos Olímpicos |
| Año                 | Lugar                 | Medalla           | Categoría        |
| ------------------- | --------------------- | ----------------- | ---------------- |
| 2004                | Atenas (Grecia)       | Medalla de bronce | –70 kg           |
| Juegos Asiáticos    |                       |                   |                  |
| Año                 | Lugar                 | Medalla           | Categoría        |
| 2002                | Busan (Corea del Sur) | Medalla de oro    | –70 kg           |
| 2006                | Doha (Catar)          | Medalla de bronce | –70 kg           |
| Campeonato Asiático |                       |                   |                  |
| Año                 | Lugar                 | Medalla           | Categoría        |
| 1999                | Wenzhou (China)       | Medalla de plata  | –70 kg           |